# Hovedbanen
Hovedbanen – linia kolejowa w Norwegii, która biegnie pomiędzy Oslo i Eidsvoll. Linia jest własnością Jernbaneverket.
Zbudowana przez Roberta Stephensona, Hovedbanen została otwarta w dniu 1 września 1854 pod angielską nazwą Norwegian Trunk Railway, czyniąc ją najstarszą publiczną linią kolejową w Norwegii.
Linia została zelektryfikowana w dwóch transzach, w 1927 i 1953 roku. Hovedbanen była główną linią między Oslo i Eidsvoll do dnia 8 października 1998, kiedy otwarto szybszą linię Gardermobanen, przenosząc na nią większość ruchu pasażerskiego.
Dzisiaj stara linia między Oslo i Lillestrøm służy do przewozu ładunków i pociągów podmiejskich obsługujących stacje w pobliżu Oslo, Lørenskog i Skedsmo.

## Linia w ruchu lokalnym
Linia jest wykorzystywana w systemie SKM. Linia 400 obsługuje trasę Drammen – Lillestrøm a linia 440, która jedzie trasą Hovedbanen dopiero pod koniec, kończy bieg w Dal.
| Numer | Stacja początkowa | Stacja końcowa |
| ----- | ----------------- | -------------- |
| 400   | Drammen           | Lillestrøm     |
| 440   | Skien             | Dal            |

- Pociągi linii 400 odjeżdżają co pół godziny; część pociągów nie zatrzymuje się na wszystkich stacjach[1].

- Pociągi linii 440 odjeżdżają co godzinę; od Asker jadą trasą Askerbanen[2].

SKM Oslo

- Oslo Sentralstasjon
- Bryn
- Alna
- Nyland
- Grorud
- Haugenstua
- Høybråten
- Lørenskog
- Hanaborg
- Fjellhamar
- Strømmen
- Sagdalen
- Lillestrøm (koniec linii 400)
- Leirsund
- Frogner
- Lindeberg
- Kløfta
- Jessheim (linia 440)
- Nordby
- Hauerseter
- Dal (koniec linii 440)